# La vita che volevi
La vita che volevi è una serie televisiva italiana del 2024 diretta da Ivan Cotroneo. 

## Trama
La storia ruota attorno alla vita di Gloria, titolare di un'agenzia turistica a Lecce, città nella quale ha trovato l'amore. Ma il ritorno dell'amica dei tempi dell'università Marina la porta a fare i conti col suo passato.

## Episodi
| n° | Titolo     | Pubblicazione  |
| -- | ---------- | -------------- |
| 1  | Episodio 1 | 29 maggio 2024 |
| 2  | Episodio 2 | 29 maggio 2024 |
| 3  | Episodio 3 | 29 maggio 2024 |
| 4  | Episodio 4 | 29 maggio 2024 |
| 5  | Episodio 5 | 29 maggio 2024 |
| 6  | Episodio 6 | 29 maggio 2024 |

## Personaggi e interpreti

### Personaggi principali
- Vittoria Schisano: Gloria
- Giuseppe Zeno: Sergio
- Pina Turco: Marina
- Alessio Lapice: Pietro
- Nicola Bello: Andrea
- Francesca Pia Di Nola: Arianna
- Michele De Virgilio:
- Bellarch: Eva
- Francesco Pellegrino:
- Fabrizia Sacchi:
- Bianca Nappi: D'Auria
- Anna Ferruzzo:

### Personaggi secondari
- Angelo Tanzi:
- Michele Piccolo:
- Lella Mastrapasqua:
- Daniela Pellicciaro:
- Angela De Gaetano:
- Jacopo Maria Di Pasquale:
- Carla Carfagna:

- Franca Abategiovanni:
- Maria Basile:
- Ettore Nigro Brinkmann:
- Michele Capone:
- Davide Lorusso:
- Giacomo Cascella:
- Lorenzo Silvestro:
- Francesco Medugno:

- Antonio Monsellato:
- Marina Parrulli:

- Marzia Pellegrino:
- Vincenzo Maticecchia:
- Marina Lupo:
- Ivan Dario Buono:

- Fabrizio Desideri:

- Peppe Papa:
- Mattia Gisonna:

### Guest
- Rossella Brescia:

## Produzione
Le riprese sono state effettuate tra il marzo e il maggio del 2023 tra Lecce, alcune località del Salento e Napoli.

## Distribuzione
La serie è stata pubblicata su Netflix il 29 maggio 2024.